# رودخانه آرگون (قفقازستان)
رودخانه آرگون (قفقازستان) (به انگلیسی: Argun River (Caucasus)) رودخانه‌ای است که در گرجستان و روسیه جریان دارد.